# Chicago Cultural Center
Le Chicago Cultural Center (en français « Centre culturel de Chicago ») est un bâtiment municipal situé au 78 East Washington Street dans le centre de la ville de Chicago, dans l'État de l'Illinois, aux États-Unis.
Situé au cœur du secteur financier du Loop (Downtown Chicago), dans le district historique de Michigan Boulevard District et à proximité immédiate de Millennium Park (situé juste à l'est), le Chicago Cultural Center est un bâtiment de style néo-classique érigé entre 1893 et 1897 par la firme d'architectes Shepley, Rutan and Coolidge. Il constitue aujourd'hui un des bâtiments principaux pour les réceptions officielles, en effet le maire de Chicago y accueille des présidents, des rois, des diplomates, des dirigeants politiques et des hommes d'affaires influents en visite dans sa ville.
Le bâtiment abritait à l'origine la bibliothèque centrale de la ville (Chicago Central Library) qui devint à la suite de sa première rénovation en 1977, un centre d'art et de culture majeur grâce à Lois Weis, le commissaire aux affaires culturelles de la ville de Chicago (Commissioner of the City of Chicago Department of Cultural Affairs and Special Events).
En tant que premier centre culturel municipal gratuit aux États-Unis, le Chicago Cultural Center est l'une des attractions les plus populaires de la ville et est considéré comme l'une des vitrines artistiques les plus complètes des États-Unis. Le Chicago Cultural Center est un haut lieu de l'animation socioculturelle à destination des Chicagoans et des touristes. Chaque année, il propose plus d'un millier de programmes et d'expositions couvrant un large éventail des arts visuels (expositions artistiques, pièces de théâtre, performances artistiques, sculptures, photographies, etc).
Le bâtiment abrite l'office de tourisme de la ville de Chicago (Chicago Office of Tourism), le siège du Département des affaires culturelles et des événements spéciaux de la ville de Chicago (Chicago Department of Cultural Affairs and Special Events ; DCASE) et sert également de lieu de prédilection pour la chorale des enfants de Chicago (Chicago Children's Choir).

## Historique

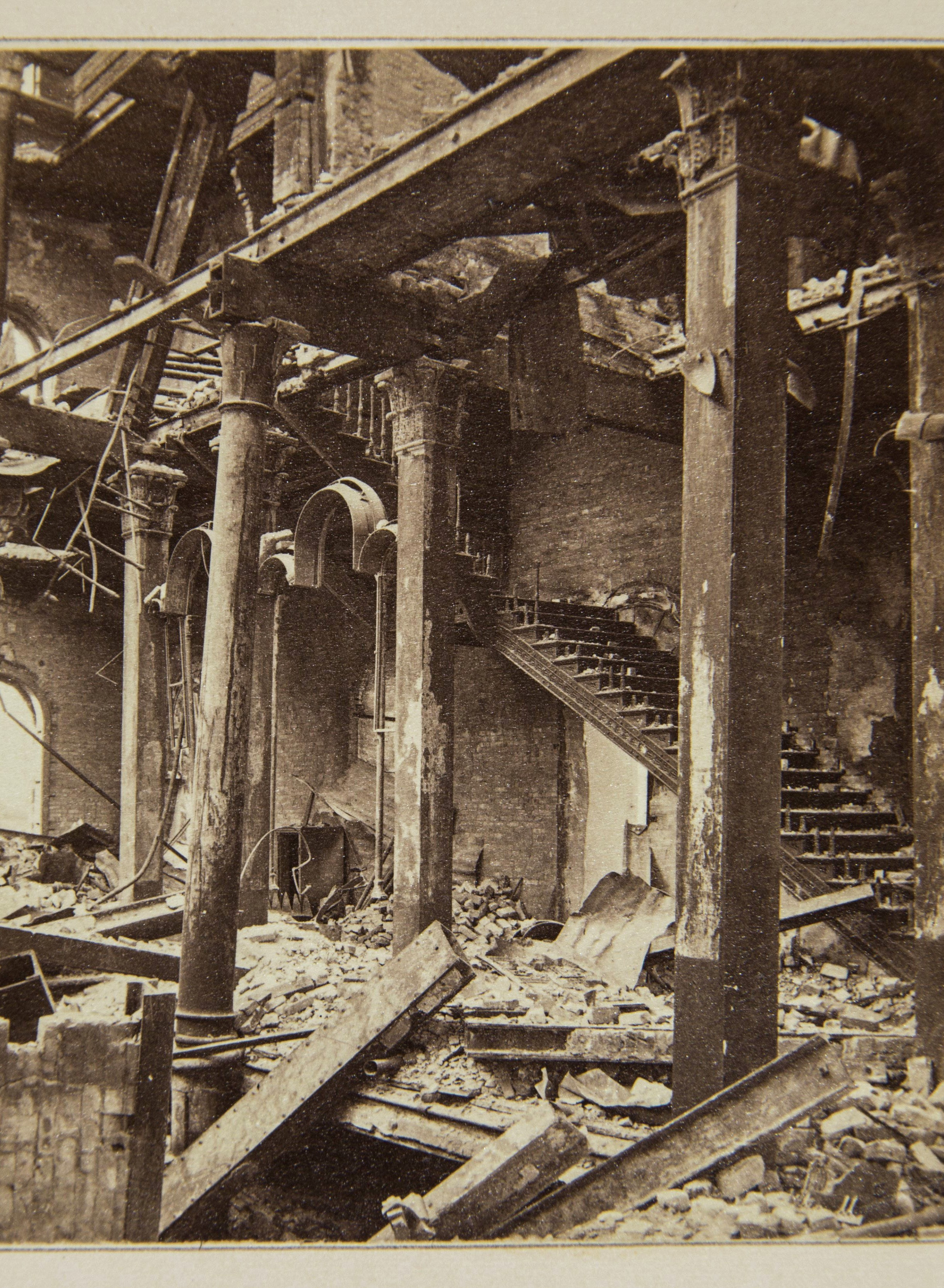
Le Grand incendie de 1871 ravagea le centre-ville et la bibliothèque centrale d'origine.

En octobre 1871, à peine trente-trois ans après l'incorporation de Chicago en tant que ville (le 4 mars 1837), un événement tragique connu sous le nom de « Grand incendie de Chicago » fit rage dans le cœur de la ville. Environ 300 personnes perdirent la vie dans la tragédie, 100 000 autres se retrouvèrent sans abri (environ 1/3 de la population) et pas moins de 18 000 bâtiments furent réduits en cendres. Les flammes ravagèrent une superficie totale de 10 km2 (le centre-ville ainsi que les quartiers environnants furent intégralement détruits).
Dans les mois qui suivirent l'incendie, la ville fut transformée en un gigantesque chantier et de nouveaux bâtiments sortirent de terre chaque semaine. À partir du milieu des années 1870, de grands bâtiments modernes (dont certains firent plus de neuf étages, une prouesse rendue possible grâce à l'invention de l'ascenseur), principalement issus du mouvement architectural de l'École de Chicago initié par Louis Sullivan et Daniel Burnham, bordèrent les rues commerçantes et l'économie de Chicago prit un nouvel élan. Les chantiers furent entrepris partout et la ville continua à se développer rapidement. Même dans ce contexte difficile, les habitants de Chicago commencèrent à manifester un intérêt grandissant pour la culture, l'apprentissage et le savoir.
Achevé en 1897 en tant que première bibliothèque publique centrale de Chicago, le bâtiment fut conçu, à l'instar de l'Exposition universelle de 1893 (World's Columbian Exposition) qui se tint à Jackson Park, dans l'objectif d'envoyer un message au monde et de montrer que Chicago se releva de cette catastrophe et devint une métropole moderne et sophistiquée. Les architectes et artisans les plus réputés des États-Unis utilisèrent les matériaux les plus somptueux, tels que des marbres rares importés, du laiton poli, des bois durs précieux et des mosaïques de verre Favrile, de nacre et de pierre colorée, pour créer une vitrine architecturale. Situé sur le côté sud du bâtiment, le plus grand dôme Tiffany en vitrail du monde fut entièrement restauré pour lui rendre sa splendeur d'origine.

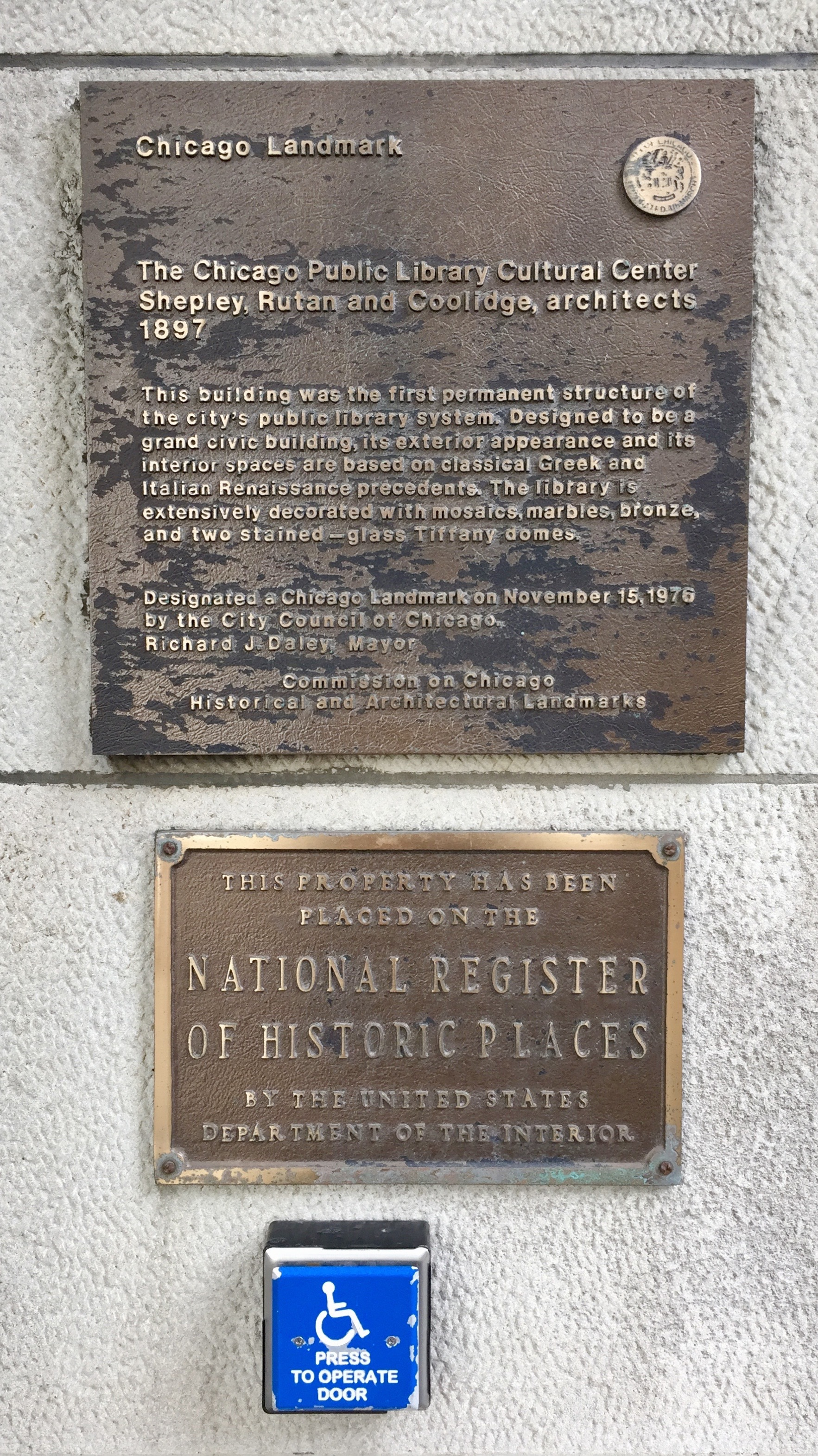
Plaques attestant de la protection patrimoniale du bâtiment aux titres des Chicago Landmarks et du Registre national des lieux historiques.

Depuis le 15 novembre 1976, le Chicago Cultural Center est inscrit sur la liste des Chicago Landmarks (CL) par les membres de la Commission on Chicago Landmarks de la ville de Chicago et depuis le 31 juillet 1972 sur le prestigieux Registre national des lieux historiques (National Register of Historic Places ; NRHP) par le National Park Service (NPS).
Le Chicago Cultural Center occupe un îlot délimité par Michigan Avenue à l'est, Randolph Street au nord, Garland Court à l'ouest, et Washington Street au sud. Il se trouve à proximité immédiate du Millennium Park et fait aujourd'hui partie du prestigieux district historique de Michigan Boulevard District qui comprend dans ses limites de nombreux bâtiments historiques dont la plupart sont classés « bâtiments patrimoniaux » aux niveaux municipal et fédéral (CL, NRHP et NHL) comme par exemple l'Auditorium Building, le Peoples Gas Building, le Symphony Center, le Railway Exchange Building ou encore le Blackstone Hotel pour ne citer qu'eux. De plus, le bâtiment se trouve à proximité de certains des plus hauts gratte-ciel de Chicago comme de l'emblématique Two Prudential Plaza et de l'Aon Center (plus haut bâtiment de la ville à son achèvement en 1973). Le Chicago Theatre (une salle de spectacle historique) et le Carbide & Carbon Building (un gratte-ciel de style Art déco) se trouvent tous deux non loin de là. Enfin, le Chicago Cultural Center accueille chaque année près d'un million de visiteurs (2 500 personnes par jour en moyenne), ce qui en fait la 5e destination culturelle de la ville selon le Chicago Department of Cultural Affairs and Special Events (DCASE).

### Chicago Central Library (1897-1977)

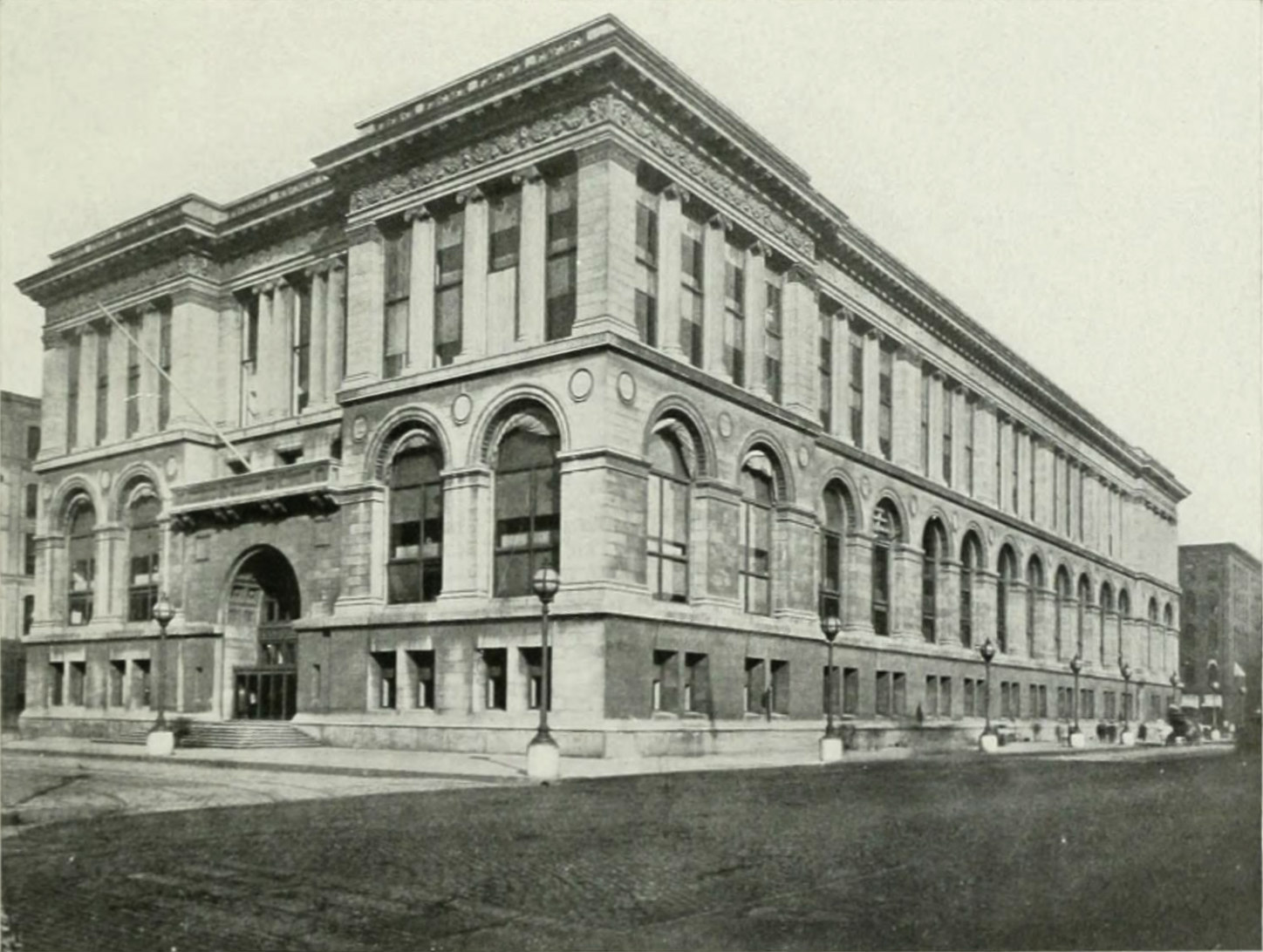
De 1897 à 1977, la Chicago Central Library servait de bibliothèque centrale publique de Chicago (photographie prise en 1905) ; aujourd'hui le bâtiment abrite le centre culturel de la ville.

La première bibliothèque publique de Chicago remonte à 1834, lorsque le Chicago Lyceum prit en charge le financement et la gestion d'une bibliothèque de près de 300 volumes pour ses membres. Le Lyceum ferma ses portes et, en 1841, certains de ses membres formèrent un nouveau centre culturel appelé « association de l'AOS ». L'association possèda une salle de lecture publique comprenant une collection de plus de 30 000 livres, qui furent cependant détruits dans le sillage du Grand incendie de 1871. 
Peu de temps après la tragédie, la ville de Chicago et l'American Oriental Society (AOS) reçurent environ 8 000 livres de la part d'auteurs britanniques, éminents hommes d'État, qui firent donation à la ville afin qu'elle puisse se reconstituer une collection qui fut totalement détruite. De nombreux volumes furent autographiés par des bailleurs de fonds, comme la reine Victoria, John Stuart Mill, Charles Darwin, Robert Browning, John Ruskin  et Alfred Tennyson entre autres. Avec tous ces livres comme base pour commencer une nouvelle collection, la ville de Chicago et les leaders de l'AOS établirent la première bibliothèque publique de Chicago en avril 1872.

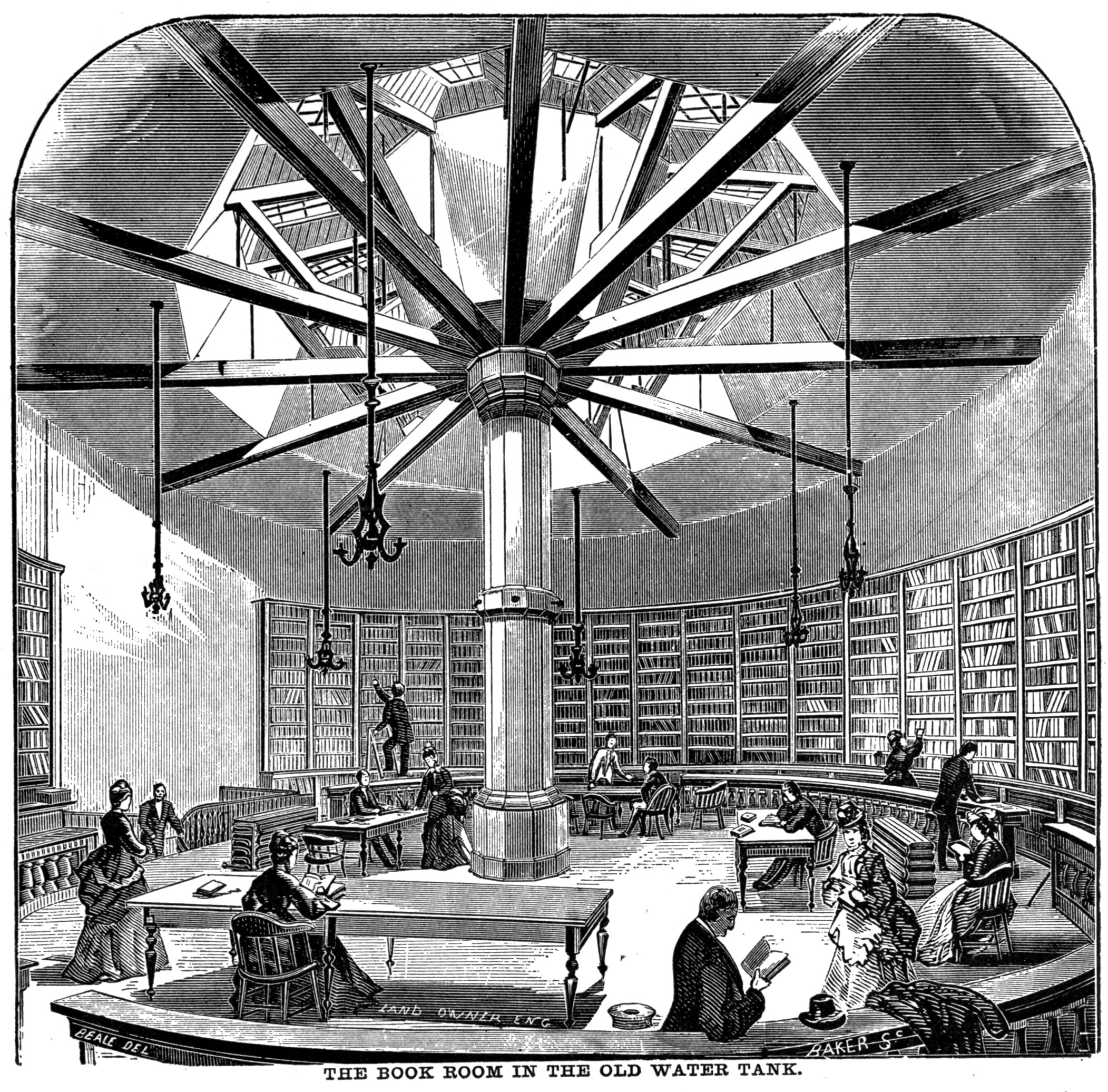
Illustration de la bibliothèque improvisée (1873).

Durant l'année 1873, n'ayant plus suffisamment d'espace pour entreposer sa collection de livres qui devint de plus en plus importante, le conseil d'administration des bibliothèques de la ville (City Libraries Board of Directors) organisa une collecte de fonds afin qu'une bibliothèque puisse être installée provisoirement dans un ancien réservoir d'eau du centre-ville. Durant de nombreuses années, la bibliothèque occupa divers espaces temporaires à travers la ville tandis que les membres du conseil d'administration de l'AOS cherchèrent un lieu pour qu'elle puisse s'établir de façon permanente. En 1874, la collection fut mise en circulation gratuitement pour tous les Chicagoans, et deux ans plus tard, 120 000 volumes vinrent s'ajouter à la collection.
Au début des années 1890, la ville projeta de faire construire ce qui devint l'une des plus importantes bibliothèques des États-Unis. La ville récolta des fonds du gouvernement fédéral pour construire le bâtiment. Dirigés par les architectes George Foster Shepley (1860-1903), Charles Hercules Rutan (1851-1914), et Charles Allerton Coolidge (1858-1936) de la firme Shepley, Rutan and Coolidge, les travaux commencèrent en 1893 et s'achevèrent en 1897. Le bâtiment (aujourd'hui connu sous le nom de « Chicago Cultural Center ») ouvrit ses portes la même année et devint la première bibliothèque centrale publique de la ville (connue à l'époque sous le nom de « Chicago Central Library ») jusqu'en 1977. L'intérieur du bâtiment comprend des mosaïques ornées, des dômes de marbre, et bronze et de vitrail conçus par la Tiffany Glass and Decorating Company de l'artiste, designer et entrepreneur Louis Comfort Tiffany.

### Chicago Cultural Center (depuis 1977)

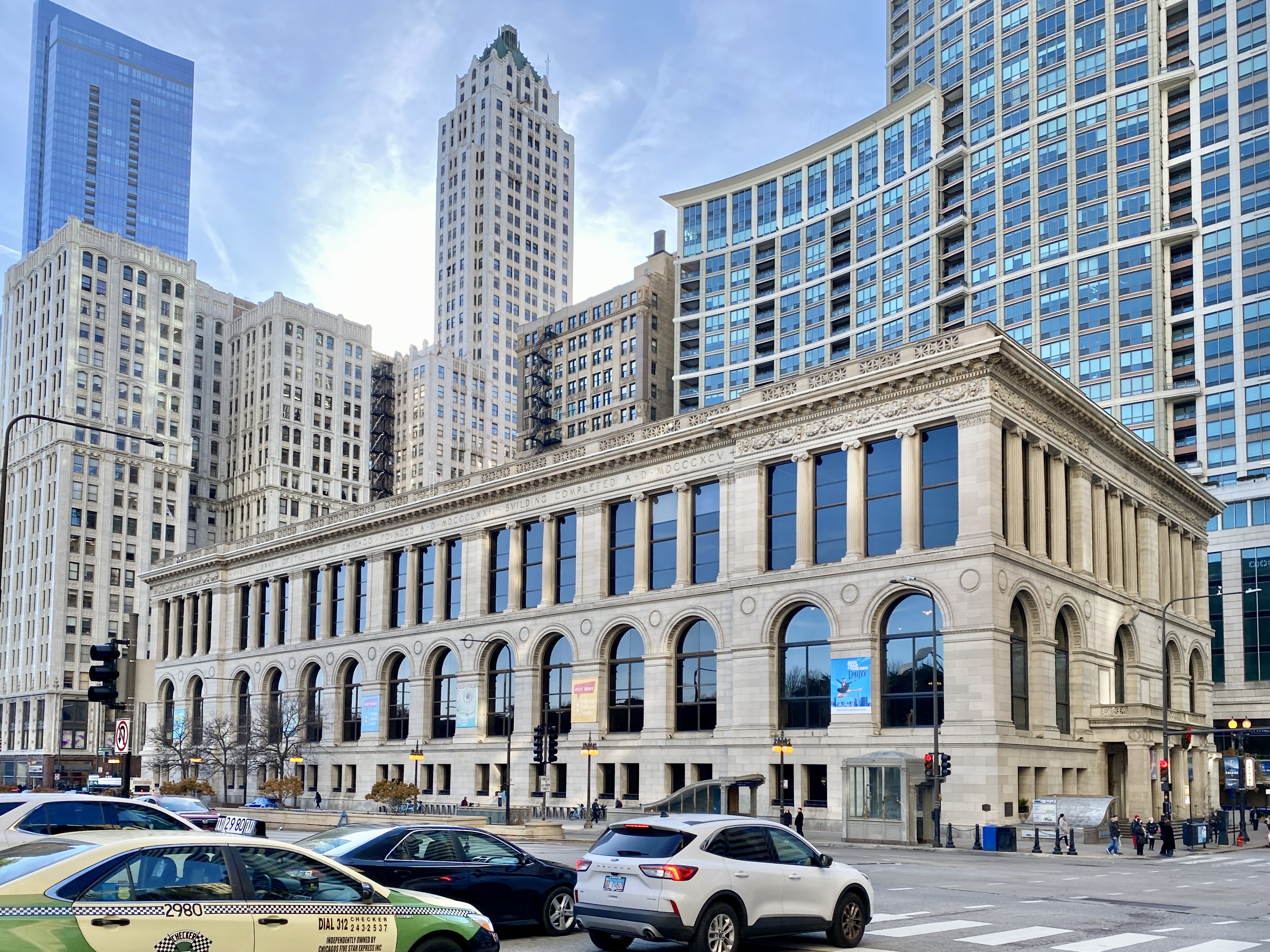
Le Chicago Cultural Center vu depuis le croisement de Michigan Avenue et Randolph Street (2025).

Lorsque la population de Chicago explosa à partir de 1890, passant d'1 million à plus de 3,6 millions d'habitants en 1950, les ressources de la bibliothèque devinrent insuffisantes pour la demande croissante des Chicagoans. En 1974, la bibliothèque commença à déménager dans des locaux provisoires dans l'attente d'une nouvelle installation définitive. La firme d'architectes Holabird and Root, basée à Chicago, termina la reconversion et la restauration de l'édifice en 1977. La cour en U sur son côté ouest fut aménagée avec des rampes d'accès et d'autres services.
Rebaptisé « Chicago Cultural Center », le bâtiment devient un centre culturel majeur et fait aujourd'hui partie des principales destinations culturelles de la ville aux côtés du musée Field d'histoire naturelle (Field Museum of Natural History), de l'Art Institute of Chicago, de la jetée Navy (Navy Pier) ou encore du musée des Sciences et de l'Industrie (Museum of Science and Industry ; MSI). Le Département des affaires culturelles et des événements spéciaux de la ville de Chicago (City of Chicago Department of Cultural Affairs and Special Events ; DCASE) l'a classé 5e destination culturelle par le nombre de visiteurs. En 1991, la Harold Washington Library ouvre ses portes et devient la bibliothèque centrale de la ville, avec plus de neuf millions d'ouvrages répartis sur 9 étages.

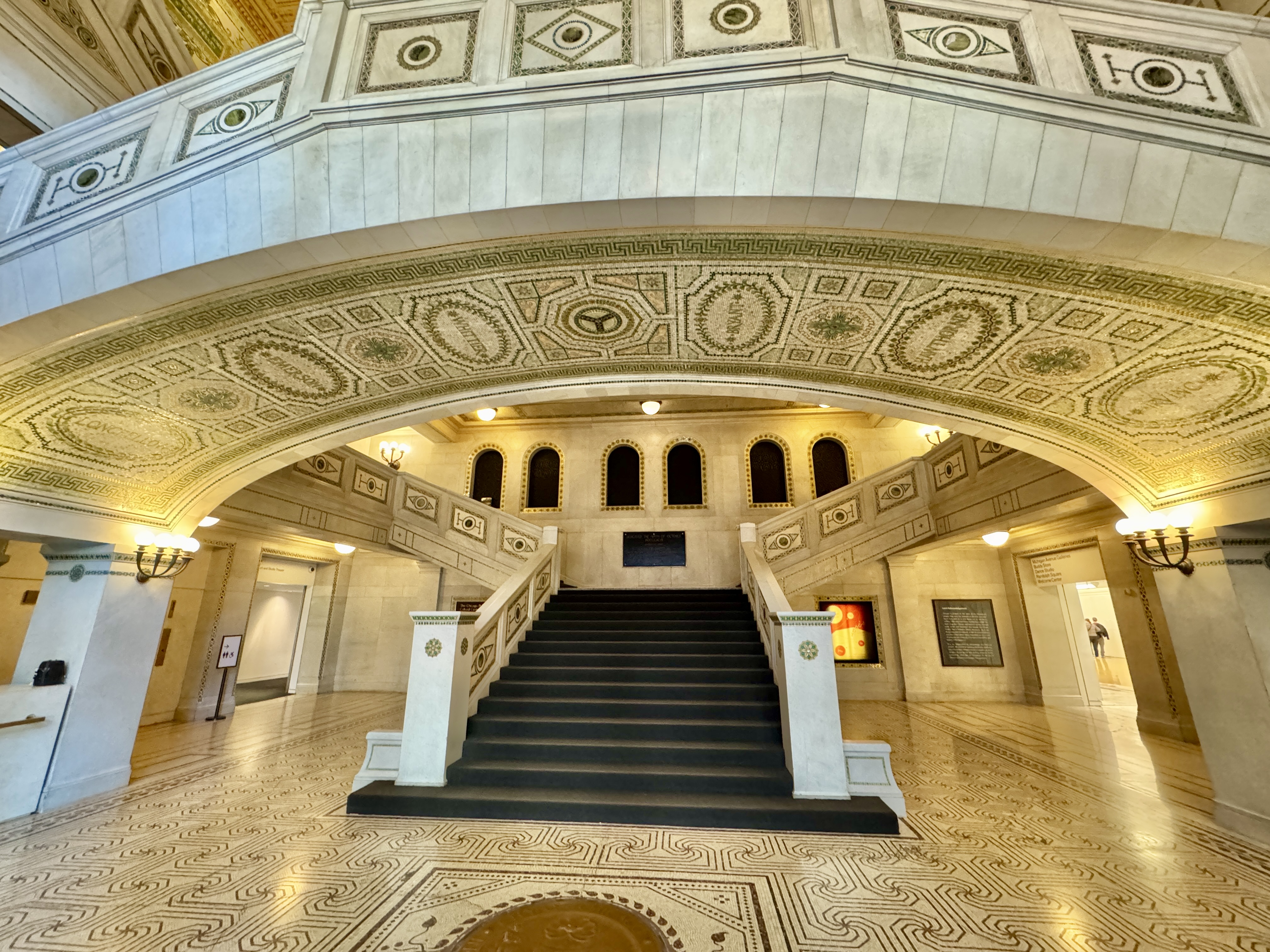
Escaliers du Preston Bradley Hall.

Aujourd'hui, le Chicago Cultural Center comprend des galeries d'arts, des salles d'exposition, des lieux dédiés aux performances artistiques, un vaste centre de conférence, des espaces où l'on peut trouver des collections d'objets liées aux arts du spectacle, à la musique et au cinéma, un centre de loisirs pour les personnes âgées, une cafétéria, un Musée de la communication et de la radiodiffusion, un théâtre (Claudia Cassidy Theater), des accès internet, le siège de l'Office de tourisme de Chicago et les bureaux du Département des affaires culturelles de la ville de Chicago. Chaque année, le Chicago Cultural Center accueille des meetings, des réunions et des conférences d'importance internationale. En outre, le Chicago Cultural Center accueille également des spectacles lors d'événements annuels majeurs, comme le World Music Festival et le Chicago Gospel Music Festival.

### Rénovations intérieure/extérieure (2023)
En 2022-2023, le Chicago Cultural Center a subi une seconde rénovation dans le but de redonner au bâtiment sa beauté originale. La restauration méticuleuse du dôme de verre artistique et des finitions décoratives des salles de la Grande Armée de la République (GAR), un mémorial de la guerre de Sécession, a été rendue possible grâce à l'octroi de services évalués à plus de 15 millions de dollars à la ville de Chicago. Le Chicago Cultural Center abrite deux magnifiques dômes en vitrail. Harboe Architects, une société leader dans la préservation historique basée à Chicago, remporta le projet.
Ce vaste projet de rénovation comprit la recréation complète des luminaires d'origine, le nettoyage et le polissage des marbres, la restauration des portes en acajou et l'installation de nouveaux verres. Les équipes de restauration effectuèrent de nombreuses heures pour enlever méticuleusement les couches de peinture dans les salles historiques. Le projet engloba également la restauration complète du dôme en vitrail de 40 pieds (12 m) de diamètre conçu par Tiffany , qui était recouvert de crasse et de peinture. Le dôme contenait plus de 60 000 morceaux de verre individuels à restaurer. Les studios Daprato Rigali, entreprise basée à Chicago, réalisèrent la restauration complète du dôme en vitrail.

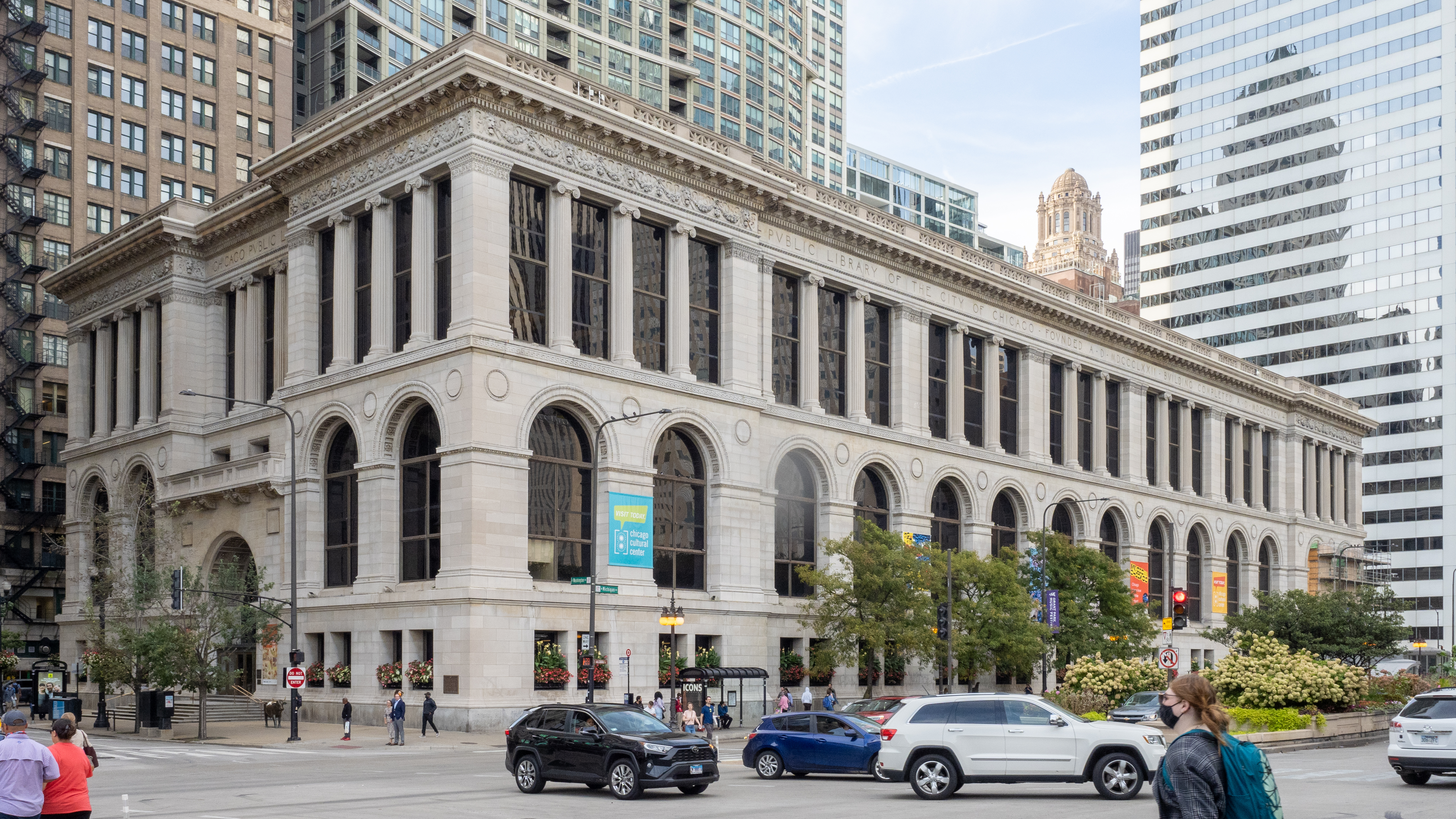
Le bâtiment en 2021.
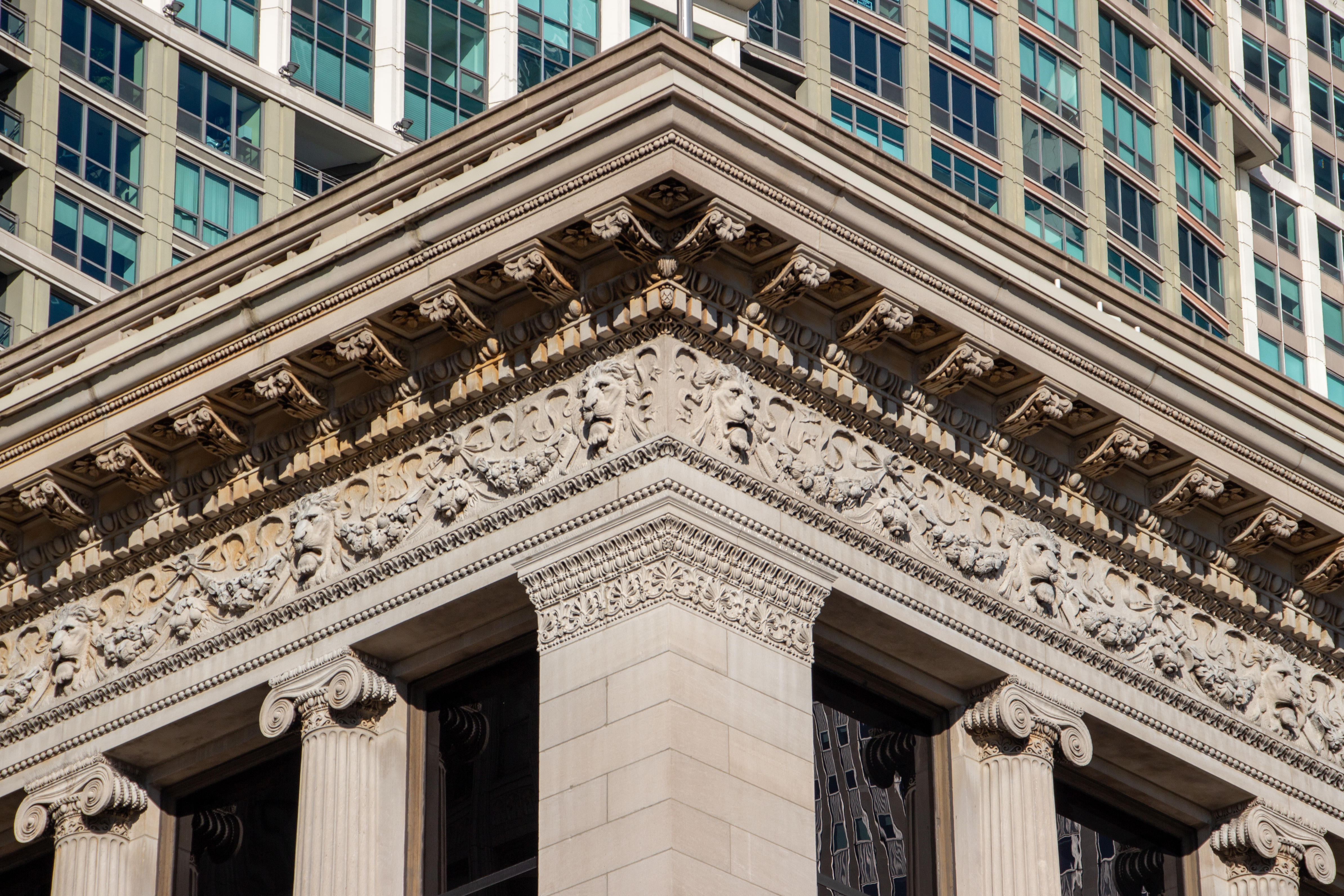
Détails des ornements.
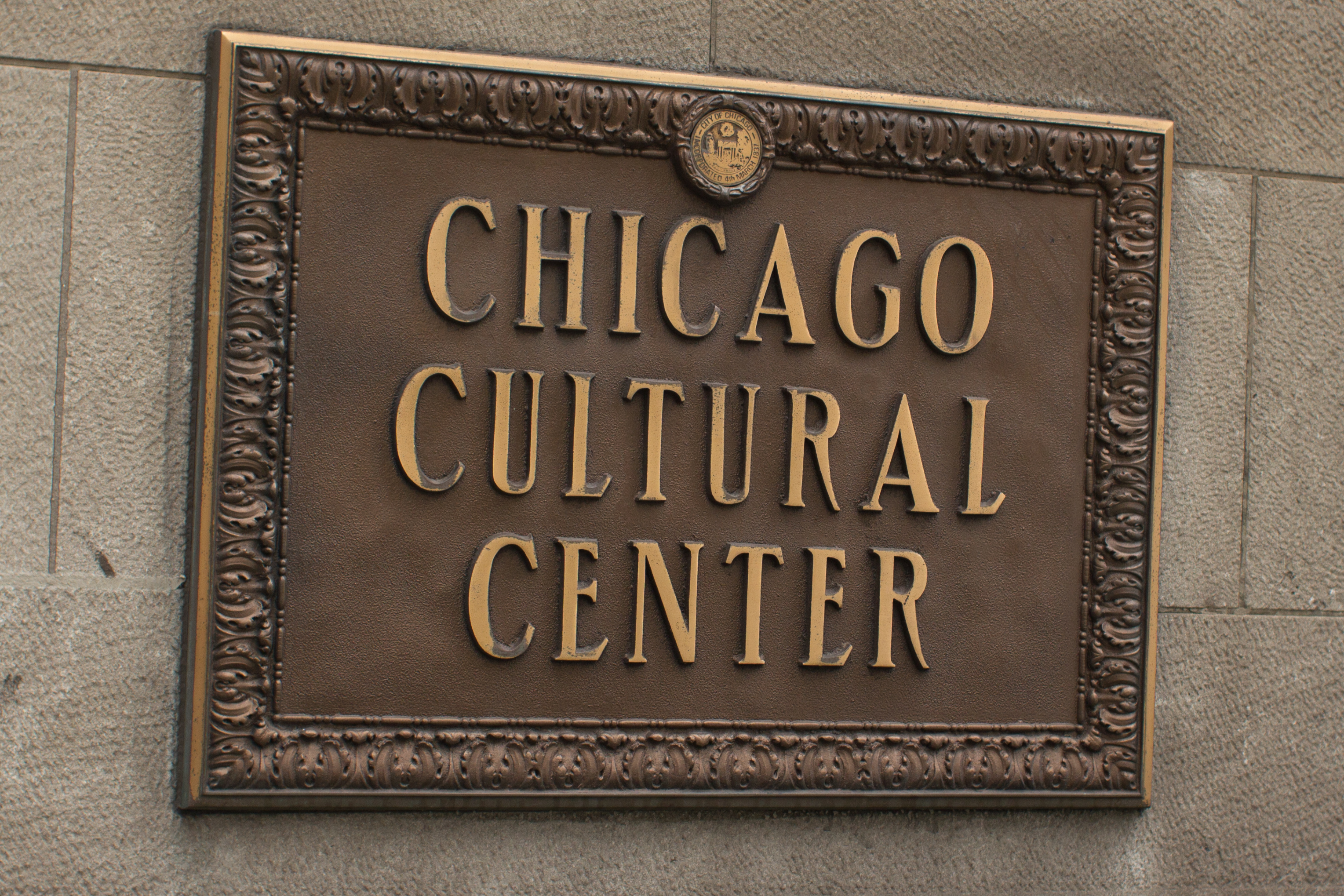
Plaque.

### Expositions artistiques notables
- Carrefour : le modernisme en Ukraine, 1910-1930 (Crossroads : Modernism in Ukraine, 1910-1930) était une exposition artistique d'artistes ukrainiens tels que Sukher Ber Rybak, Vsevolod Maskymovych et Oleksandr Bohomazov, pour ne citer qu'eux. Crossroads a été organisé par la Fondation pour les arts internationaux et l'éducation (Foundation for International Arts and Education) en collaboration avec le musée national d'art d'Ukraine (National Art Museum of Ukraine). Il a été présenté par le Département des affaires culturelles de Chicago et le Comité de Kiev du programme international des villes jumelées à Chicago. L'exposition s'est déroulée du 22 juillet 2006 au 15 octobre 2006.

- Richard Hunt : Soixante ans de sculpture (Richard Hunt : Sixty Years of Sculpture) était une exposition majeure de soixante sculptures couvrant la carrière de Hunt. L'exposition s'inspire principalement de sa vaste « auto-collection », prêtée au Chicago Cultural Center pour l'exposition. Cette exposition s'est déroulée du 6 décembre 2014 au 29 mars 2015[21].

## Architecture

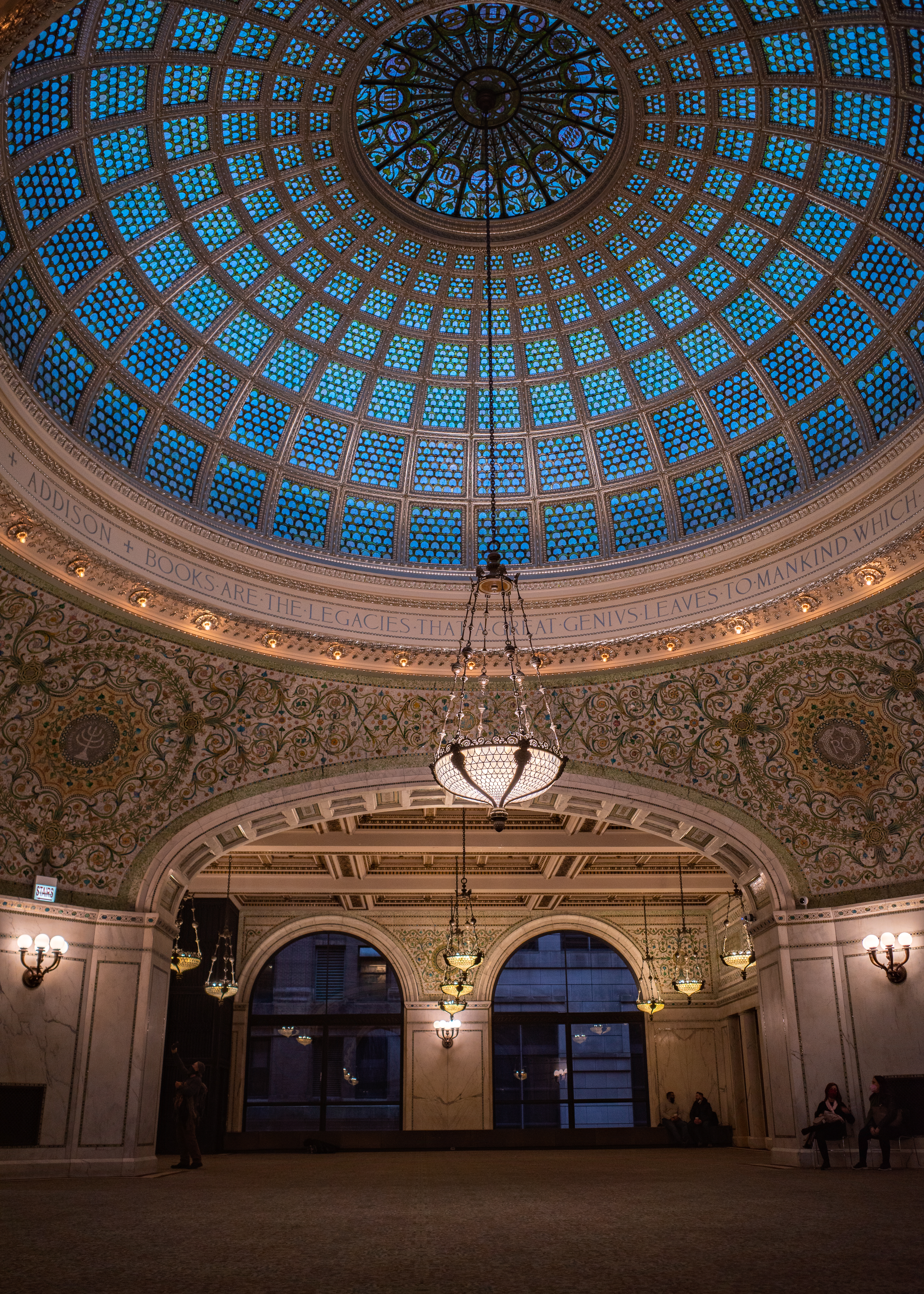
Dôme en vitrail de George Louis Healy et Louis Julian Millet.

En 1891, une fois le financement établi par la récolte de fonds du gouvernement fédéral et de la ville de Chicago, le conseil municipal de Chicago a soumis des demandes à des firmes d'architectes à travers le pays afin d'abriter la bibliothèque centrale de la ville et le musée de la Grande Armée de la République. Les instructions pour les architectes précisaient que la nouvelle bibliothèque devait « transmettre aux visiteurs l'idée que le bâtiment est un monument public et durable digne d'une ville majeure ». Le bâtiment fait 107 m de longueur du nord au sud, 40,8 m d'est en ouest et 32 m de hauteur du trottoir à la balustrade.
En février 1892, la firme de Boston Shepley, Rutan and Coolidge (connue aujourd'hui sous le nom de « Shepley Bulfinch Richardson and Abbott ») obtint le contrat pour la conception de la bibliothèque. Ces trois jeunes architectes furent les successeurs du bureau de Henry Hobson Richardson, l'un des cabinets d'architectes les plus respectés du XIXe siècle aux États-Unis, responsable notamment du grand magasin Marshall Field's Wholesale Store à Chicago (1885-1887) et de la diffusion du style néo-roman (appelé « roman richardsonien »). Shepley, Rutan and Coolidge furent également réputés pour avoir conçu le bâtiment d'origine de l'Art Institute of Chicago.

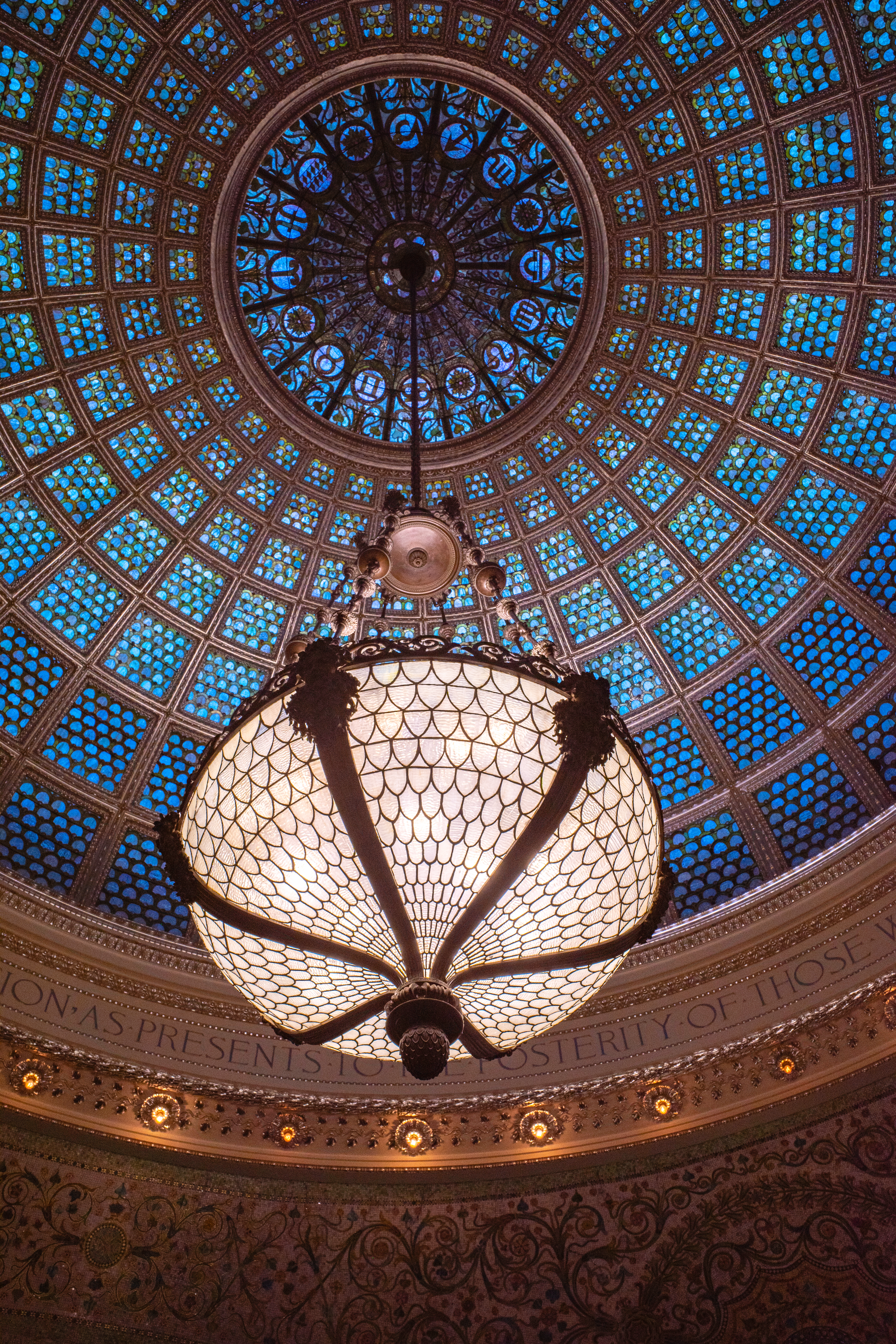
Lustre en verre Tiffany suspendu au cœur du dôme en vitrail.

Le concept final des architectes était d'en faire un bâtiment de style néo-classique (style qui prédomina dans l'architecture des édifices de la « White City » lors de l'Exposition universelle de 1893 à Chicago), qui comprendrait des colonnes grecques et des arcs romains massifs. Adhérant à des spécifications rigoureuses et détaillées du Département des bâtiments de la ville de Chicago (Chicago Department of Buildings ; DOB) pour la structure, la conception des architectes présentait un extérieur unifié avec un intérieur raffiné dans le style Beaux-arts. Outre son style néo-classique, l'édifice possède quelques éléments de style néo-roman. Il est coiffé de deux dômes de vitrail disposés symétriquement sur chaque aile. L'édifice s'organise autour de l'aile nord haute de 4 niveaux (entrée au 77 East Randolph) et de l'aile sud sur 5 niveaux (entrée au 78 East Washington), haut de 31 mètres, ses murs extérieurs en maçonnerie d'un mètre d'épaisseur sont surfacés de Bedford bluestone montés sur une base en granite. En 1897, les travaux furent achevés et les coûts s'élevèrent à deux millions de dollars US (environ 75,5 millions de dollars US en 2024).
Les principaux points d’intérêt architecturaux sont les suivants :
- Entrée et escalier (côté Randolph Street) - Entrée avec colonnes doriques, portes en acajou et hall d'entrée avec plafond à caissons et murs en marbre du Vermont veiné vert. L'escalier courbe est recouvert de marbre rose de Knoxville et comporte des mosaïques et des balustres en bronze ornés.

- Entrée, hall et grand escalier (côté Washington Street) - Portail voûté, portes à cadre en bronze et hall voûté de trois étages avec des murs en marbre blanc de Carrare et des mosaïques. L'escalier est également en marbre blanc de Carrare, serti de médaillons de marbre vert du Connemara (une région située dans l'ouest de l'Irlande), et de mosaïques complexes en verre, de pierre et de nacre de Favrile (en 1894, Louis Comfort Tiffany créa la « favrile glass », une technique de fabrication à la main apportant aux pièces des reflets irisés grâce à l'ajout de sels métalliques dans le verre en fusion). L'escalier menant au 5e étage fut inspiré du pont des Soupirs situé à Venise.

- Mémorial de la Grande Armée de la République (Grand Army of the Republic Memorial) - Une grande salle et une rotonde dans l'aile nord. Le hall est revêtu de marbre vert profond du Vermont, brisé par une série d'arcs pour les fenêtres et les portes en acajou. La rotonde comprend des murs de 9,1 mètres (30 pieds) en marbre rose de Knoxville, un sol en mosaïque et un large dôme en vitrail (dont les motifs s'inspirent largement de la Renaissance italienne[24]) conçu par les architectes d'intérieur George Healy et Louis Millet de la société Healy & Millet.

- Galerie Sidney R. Yates - réplique d'une salle de réunion du palais des Doges (un palais de styles gothique et Renaissance) situé à Venise, avec des pilastres fortement ornés et un plafond à caissons.

- Preston Bradley Hall - Une grande salle aux motifs richement décorés de marbre blanc de Carrare incurvé, coiffée d'un austère dôme en verre Tiffany de 12 m conçu par l'artiste suisse Jacob Adolphus Holzer (1858-1938). Composé de 30 000 petites pièces, le Chicago Cultural Center déclare qu'il s'agit du plus grand dôme Tiffany au monde[25].

### Illustrations
Ci-dessous quelques illustrations du Preston Bradley Hall et de son dôme Tiffany :

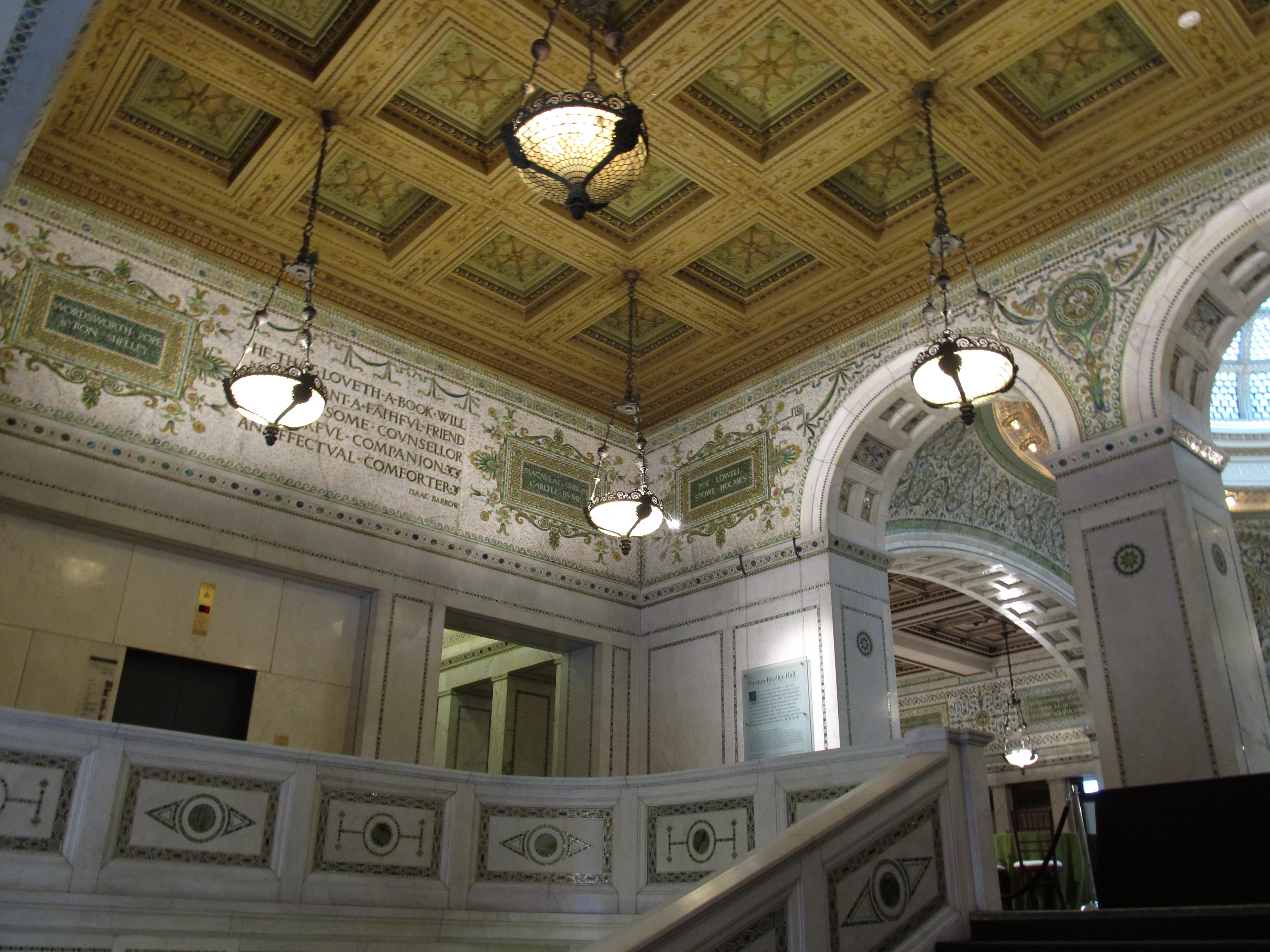
Preston Bradley Hall.
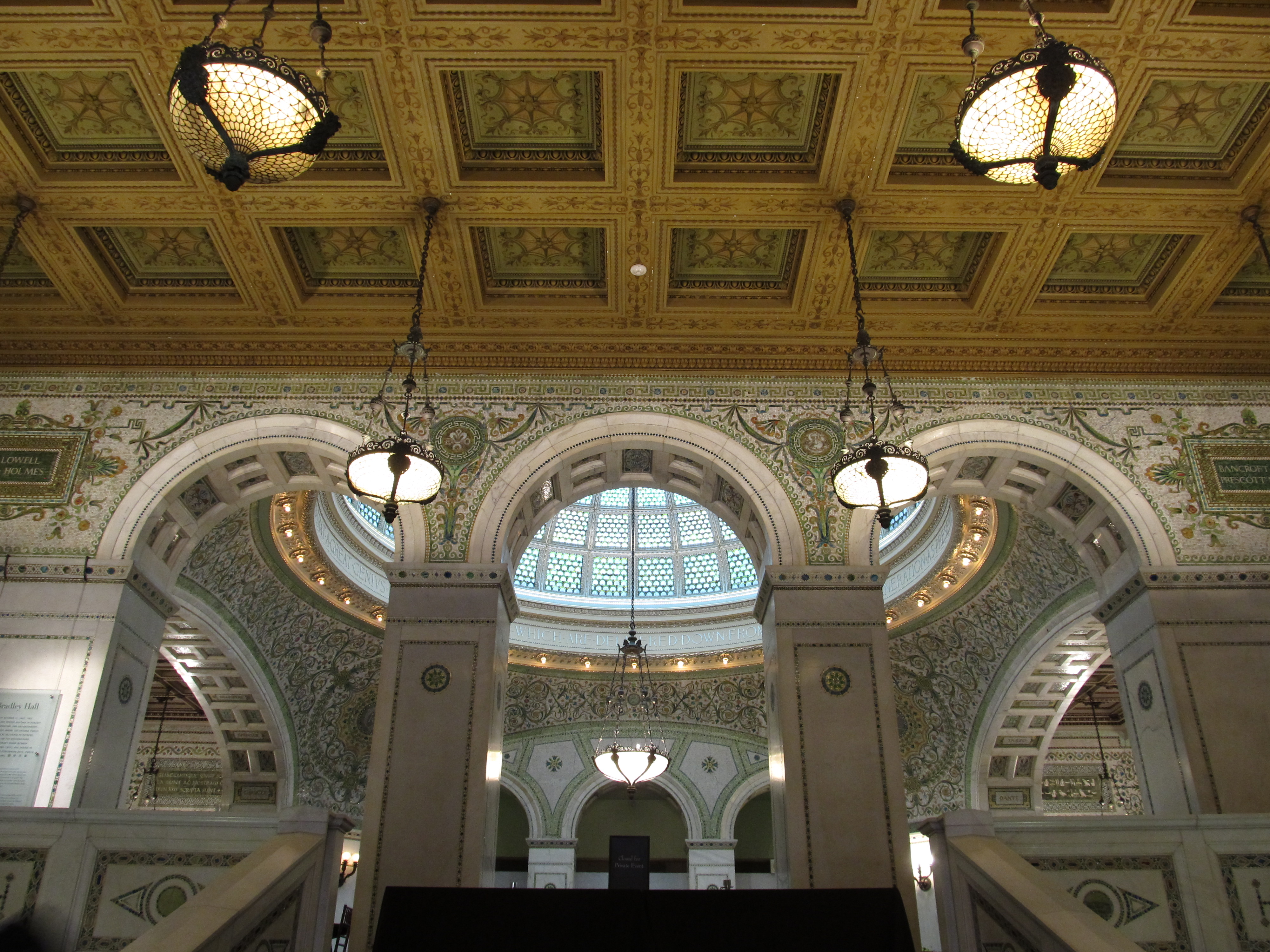
Preston Bradley Hall.
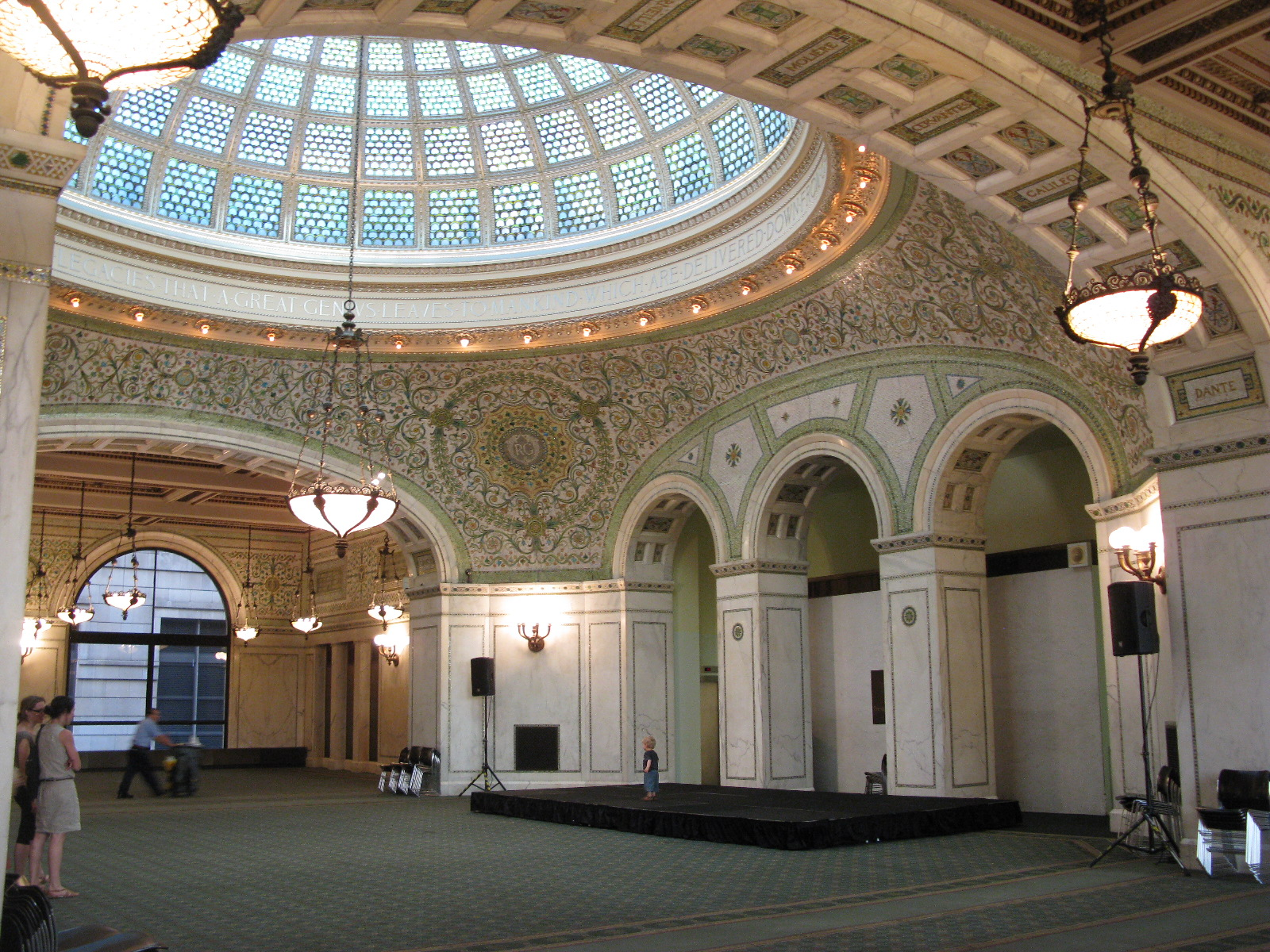
Preston Bradley Hall.
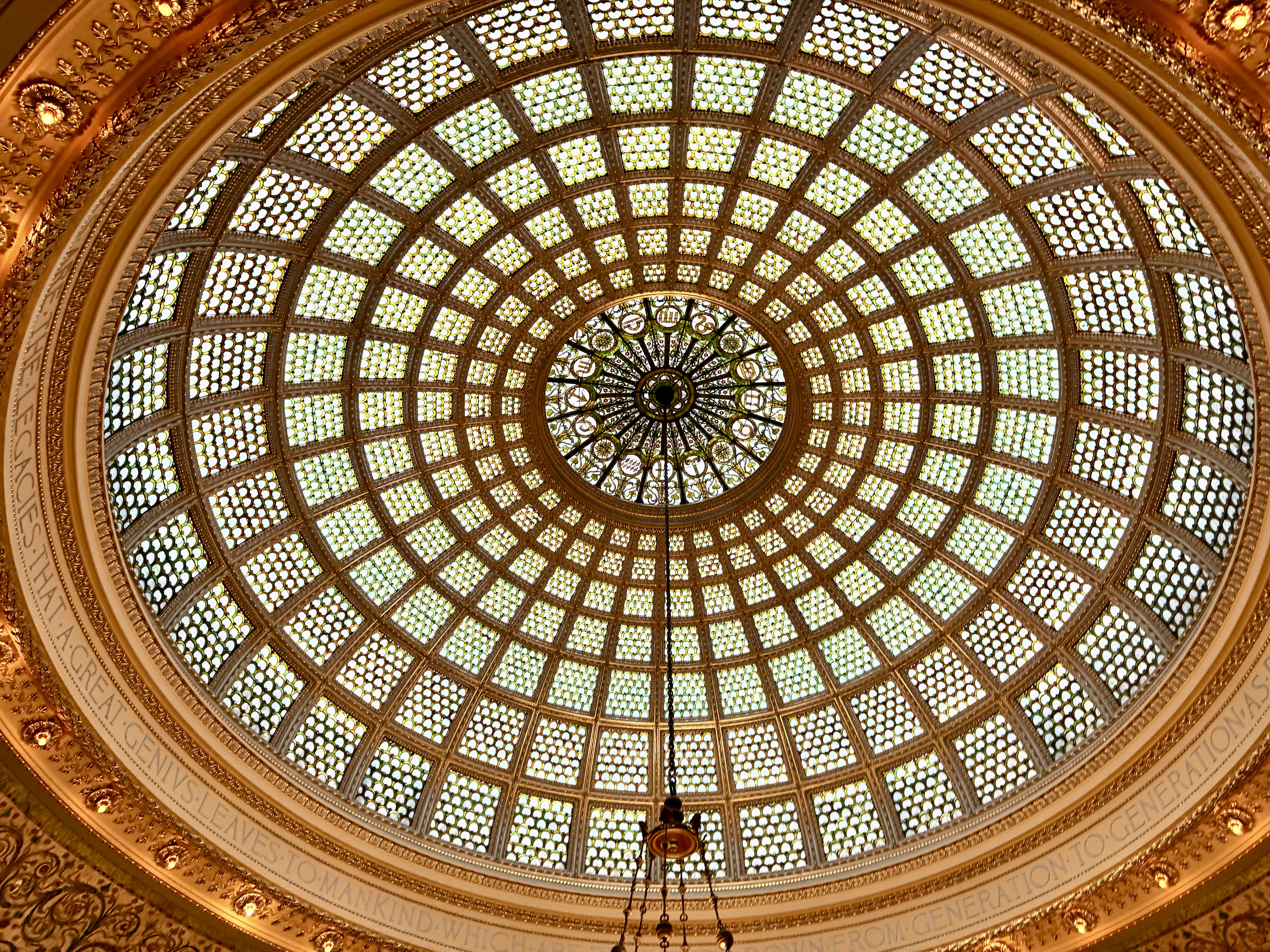
Détails du dôme Tiffany.

Ci-dessous quelques illustrations du second dôme en verre du bâtiment :

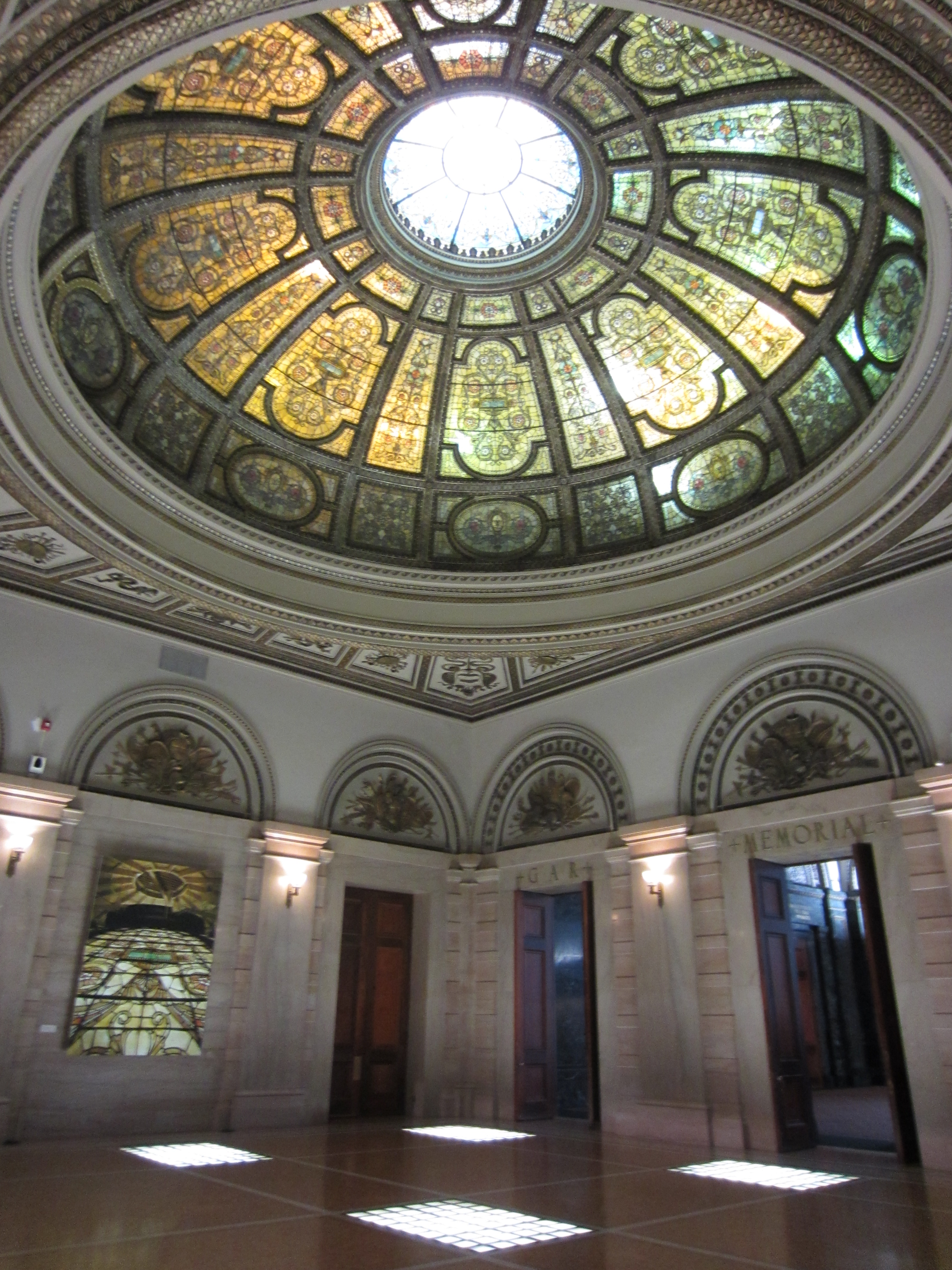
Le dôme en verre.
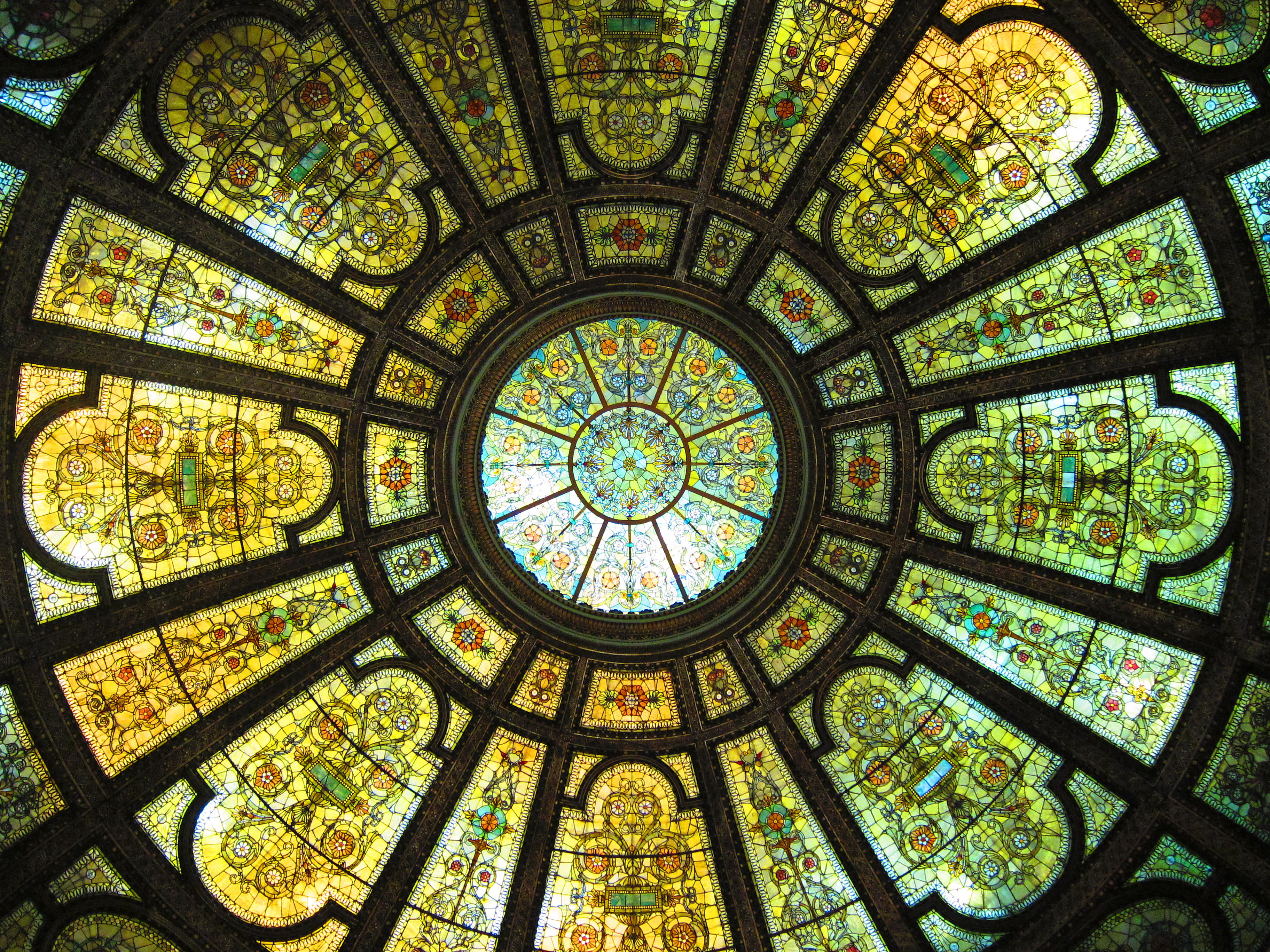
Vue d'ensemble du vitrail.
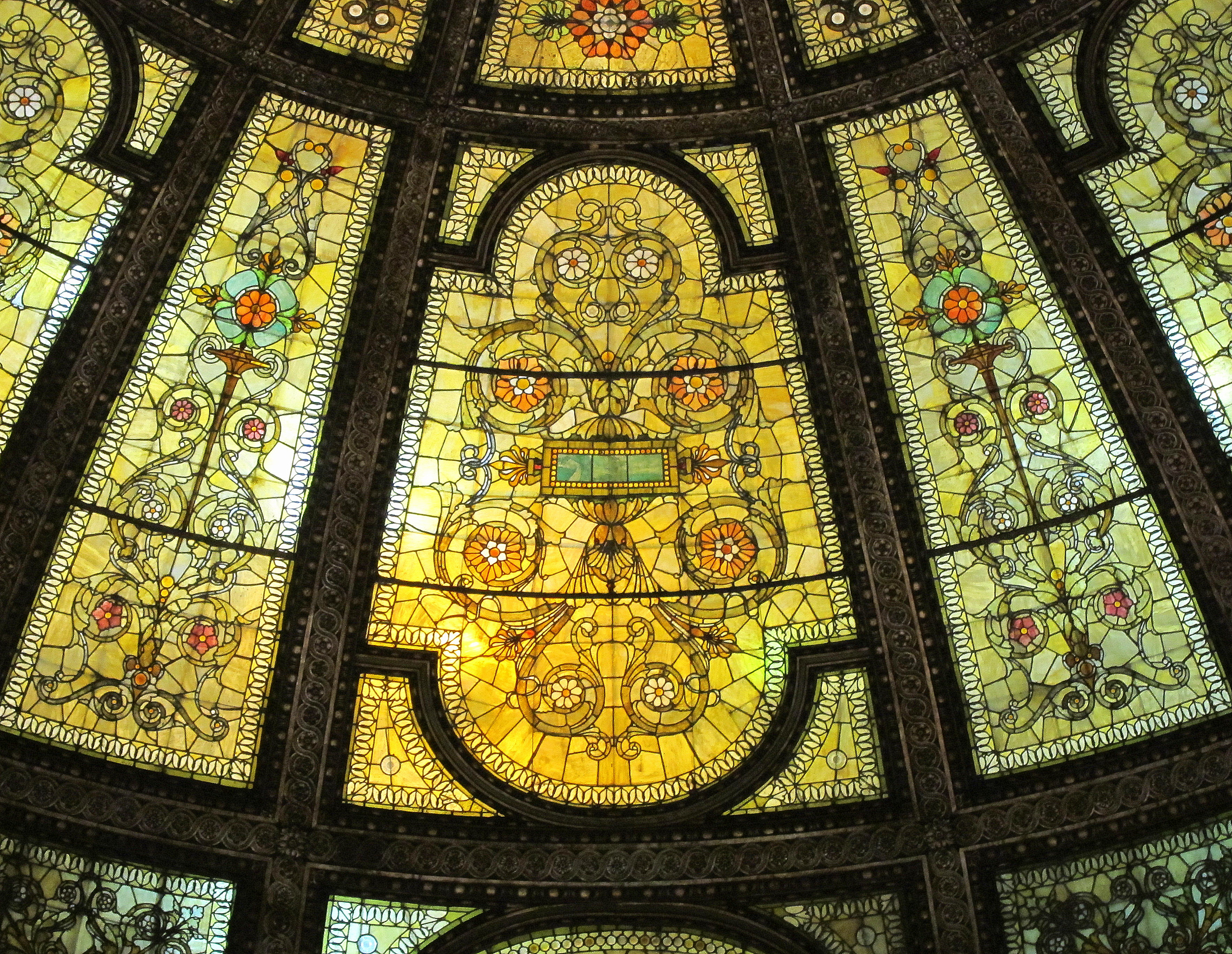
Détails partie inférieure.
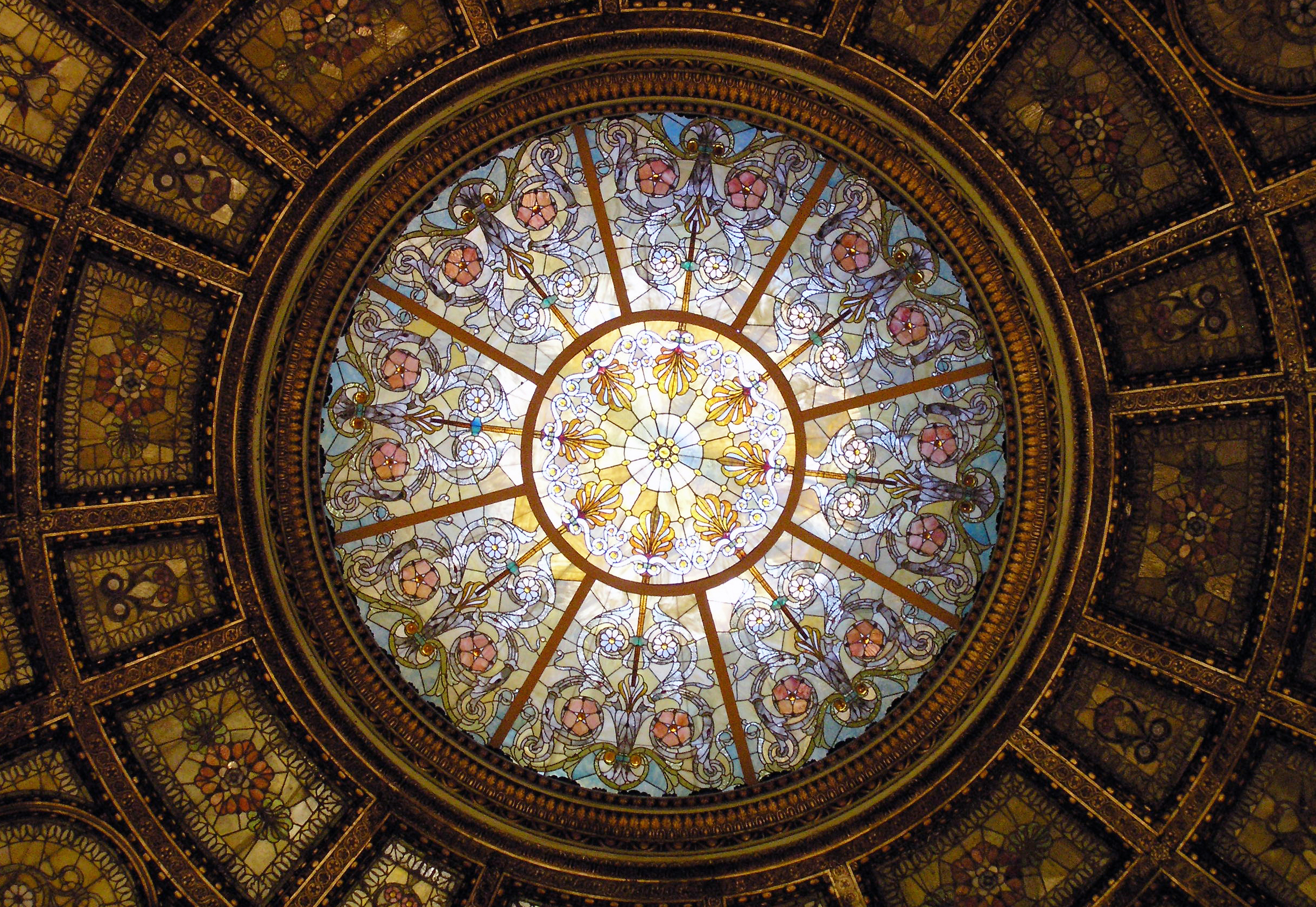
Détails pièce centrale.

## Dans la culture populaire
- Dans le film policier Les Incorruptibles réalisé par Brian De Palma et sorti en 1987, plusieurs scènes furent tournées dans le bâtiment dont celle dans laquelle Al Capone (interprété par Robert De Niro) déclare à la presse qu'il est innocent, et plus tard lors de la poursuite entre Eliot Ness (interprété par Kevin Costner) et Frank Nitti (interprété par Billy Drago) ; c'est du toit du Chicago Cultural Center que Nitti se fait pousser par Ness dans un excès de rage (Nitti meurt en s'écrasant sur une voiture garée au bas de la rue au niveau du 101 N. Garland Court).